# Старокарлиганська сільрада
Старокарлиганська сільрада (рос. Старокарлыганский сельсовет) — сільське поселення Лопатинського району Пензенської області Російської Федерації. Адміністративний центр — село Старий Карлиган.

## Географія
Старокарлиганська сільрада розташована у південно-східній частині Лопатинського району Пензенської області. Територія Старокарлиганської сільради становить 6 765 га та включає 2 населених пункти: с. Старий Карлиган та с.Берлик. 
Сільрада межує з Старовершаутською, Лопатинською, Комсомольською сільрадами Лопатинського району Пензенської області та Петровським районом Саратовської області.
Найближча залізнична станція розташована у місті Петровськ Саратовської області на відстані 40 км до с. Старий Карлиган. Відстань від села Старий Карлиган до адміністративного центру району с. Лопатине — 27 км, до обласного центру міста Пенза — 123 км.

## Історія
Муніципальне утворення «Старокарлиганська сільрада» створено у 1991 році. Статус та кордони сільського поселення встановлені Законом Пензенської області від 2 листопада 2004 року № 690-ЗПО «Про межі муніципальних утворень Пензенської області».

## Інфраструктура
На території сільради працює філія Кузнецького ощадбанку, ФАП, поштове відділення зв'язку, сільський Будинок культури, бібліотека, мусульманська релігійна організація с.Старий Карлиган (мечеть).
Функціонує ЗОШ у селі Старий Карлиган. 
Є телефонний зв'язок. Всього налічується 175 абонентських номерів. Працює мережа Інтернет. 

## Населення
Національний склад населення сільського поселення: татари — 99%, росіяни — 1%.
| 2010 | 2012  | 2013  | 2014  | 2015  | 2016  | 2017  |
| 888  | ↘ 862 | ↘ 843 | ↘ 820 | ↘ 791 | ↘ 780 | ↗ 784 |

## Склад сільського поселення
| № | Населений пункт | Тип НП | Населення |
| 1 | Берлик          | село   | ↘ 111     |
| 2 | Старий Карлиган | село   | ↘ 755     |